# أولي كفيست
أولي كفيست (بالدنماركية: Ole Qvist)، من مواليد 25 فبراير 1950، لاعب كرة قدم دنماركي سابق.
لعب مع منتخب الدنمارك لكرة القدم.

## وصلات خارجية
- أولي كفيست على موقع قاعدة بيانات كرة القدم.إي يو (الإنجليزية)
- أولي كفيست على موقع ناشيونال فوتبول تيمز (الإنجليزية)
- أولي كفيست على موقع عالم كرة القدم.نت (الإنجليزية)